# Preben von Ahnen
Preben von Ahnen, född 18 september 1606 på Rügen, död 15 november 1675, var en dansk-norsk ämbetsman och militär kommendant. 
Han tillhörde en uradlig ätt från Pommern och kom till Norge år 1629. Efter en militär karriär blev han utnämnd till lensherre för Nordlandene år 1646. Senare avvecklades länen och amten infördes, varvid han blev den första amtmannen i Nordlandene. Under de 20 år han innehade dessa poster utmärkte han sig som administratör och militär; han utvecklade flera näringar och blev en av landets största jordegendomsinnehavare. Utöver detta ägde han järnverk; bland annat grundade han Holden Jernværk, nuvarande Ulefos Jernværk, tillsammans med sin svåger Ove Gjedde (1594–1660). I slutet av sitt liv blev han amtman i Bratsberg amt.
Ahnens militära bedrifter rör särskilt återerövringen av Trøndelag från svenskarna år 1658, känt som Bjelkefeiden. Ahnen fick ansvar för utskrivning och utrustning av soldater från sitt län i norr. Han anlände till Trøndelag med tre kompanier med sammanlagt omkring 360 man under senhösten 1658. Tillsammans med flera andra norska militära styrkor lyckades de återta Trøndelag. Året därpå ledde han ett fältåg till silvergruvan i Nasa i svenska Lappland vid Saltfjellet. Detta för att förstöra något som ansågs vara en ekonomiskt viktig insatsfaktor för svenskarnas fortsatta möjlighet till krigföring.

## Familj och bakgrund
Preben von Ahnen föddes den 18 september 1606 på Rügen i Pommern i nuvarande Tyskland, som son till den pommerske adelsmannen Staffen von Ahnen (ca 1530 – ca 1614), godsägare och senare major i svensk tjänst, och Anna von Zuhm, dotter till Erich von Zuhm auf Üselitz, godsägare och ryttmästare i svensk tjänst.. Han gifte sig första gången med Else Knudsdatter Urne, med vilken han fick tre barn. Hon var dotter till lensherren Knud Axelsen Urne (1564–1622) till Årsmarke och Margrethe Eilersdotter Grubbe (1568–1654). 
Han ska ha blivit benämnd som junker, det vill säga ”ung adelsman”, i flera brev till honom under 1650-talet.
Den 8 mars 1657 gifte han sig med Karine Iversdatter Vind (1626–1705) i Odense, dotter till Iver Vind (1590–1658) och Helvig Skinkel (1602–77). En av sönerna från det andra äktenskapet var Iver von Ahnen (1659–1722), som också blev ämbetsman. Ahnen dog den 15 november 1675. Vid sin död var han amtman i Bratsberg amt.
Preben von Ahnen tillhörde den pommersk-tyska uradliga ätten von Ahnen. Han var brorson till Henrik von Ahnen, som deltog i Slaget vid Stångebro 1598 som överste kvartermästare i hertig Karls styrkor. Henrik fortsatte sin militära karriär som överste för fyra fanor ryttare i riksföreståndarens tjänst. Familjen hade under 1500- och 1600-talet flera medlemmar i svensk tjänst, särskilt inom kavalleriet och som befälhavare i gränsområdena mot Polen och Danmark.

## Biografi

### Tidig karriär
Ahnen kom första gången till Norge år 1629 i samband med ett arvskifte efter sin farbror Claus von Ahnen. Därmed ärvde han möjligen en lantgård och blev kvar i Norge. Från 1640 var han rittmästare i ett ryttarkompani i Sør-Norge (Rytterne Søndenfjelds).
Han deltog i kriget mot Sverige under åren 1643–1645, känt som Hannibalfejden (Torstenssonkriget), med titeln krigskommissarie vid fältarmén (Commissair en Campagne). Innan han kom till Nordlandene hade han köpt flera gårdar, bland annat Tosnes i Stokke vid Tønsberg. Det tros också att han har ärvt godsen Nederhoff och Bautel i Pommern.

### Lensherre för Nordlandenes len

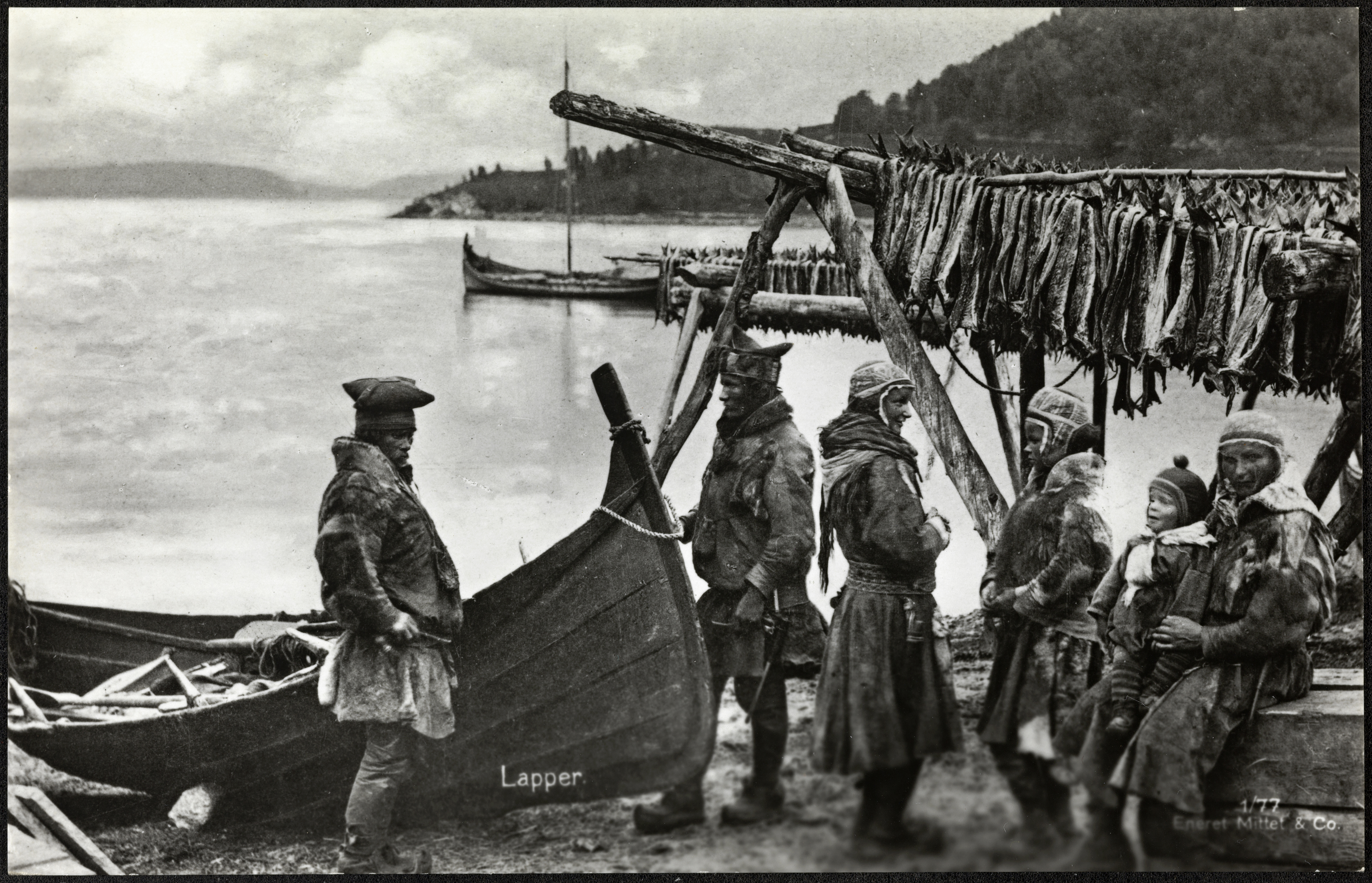
Svenska samer flyttade till kusten i Nordnorge i hopp om ett bättre liv. Här sjösamer i Lyngseide omkring år 1900.

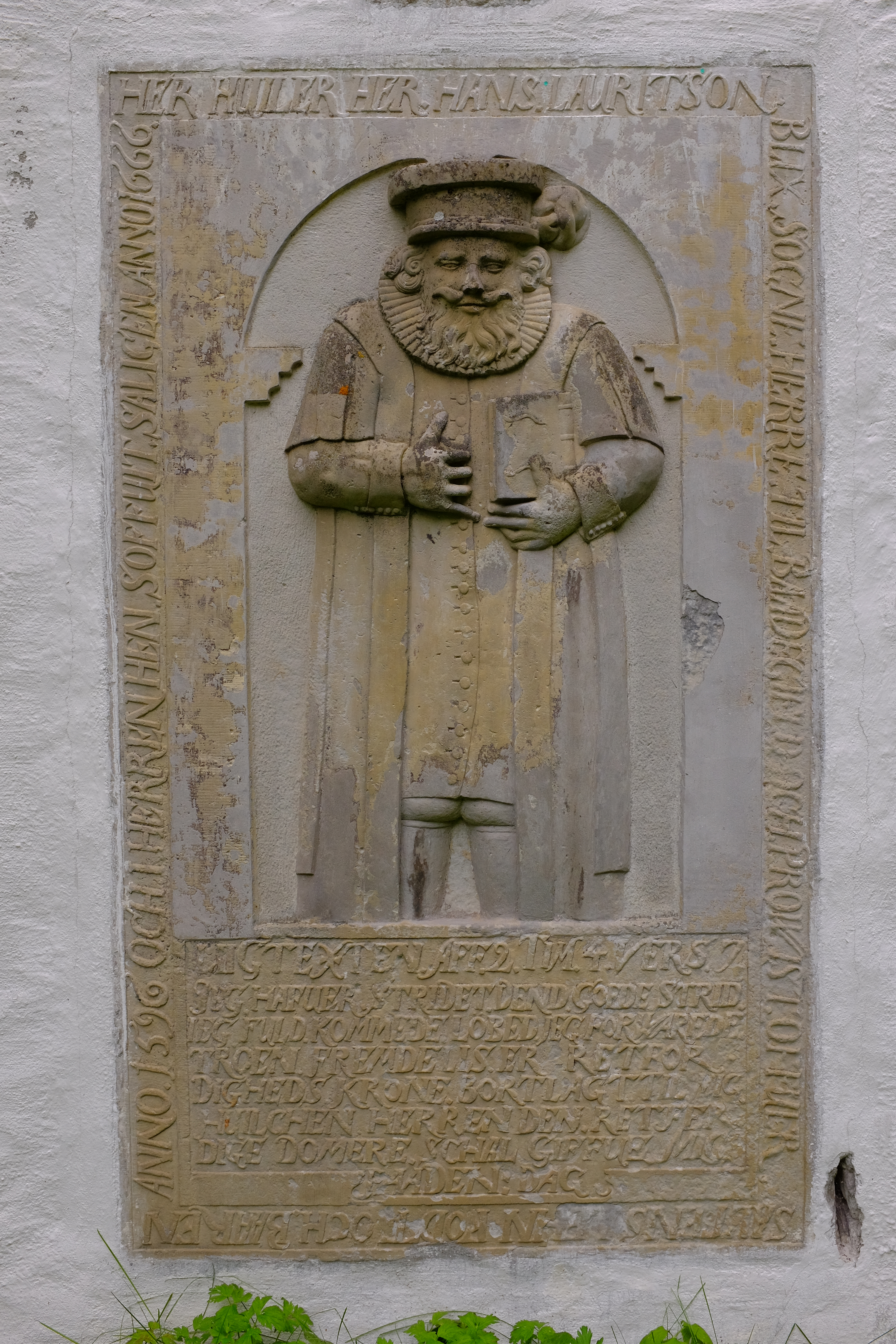
Gravmonument över Ahnens rival Hans Lauritzen Blix i väggen till Bodin kyrka.

År 1646 blev Ahnen utnämnd till lensherre för Nordlandenes len. Efter att den tidigare lensherren, Frands Kaas, avlidit 1638, hade Nordlandene delats upp i smålän och administrerats av frånvarande lensherrar. Det vill säga att de för det mesta inte var bosatta i regionen, eller till och med aldrig reste norrut. Detta var något som för övrigt hade hänt flera gånger tidigare. I tider av krig och kris samlades Nordlandene åter till ett enda län som Ahnen skulle ställa i krigsberedskap. Han hade dock skjutit upp resan norrut efter den formella utnämningen, och fick därför ett brev daterat januari 1647 från kung Christian IV med lydelsen: «[…] ville vi deg hermed alvorligen have paamindet, at du efter forrige Ordre og dit Forleningsbrevs Inhold retter dig efter til dit Len dig strax at begive […]».
Att Ahnen blev utnämnd till lensherre kan ha haft samband med att han var en god administratör, samt att han kunde vara till nytta i en krissituation som man förväntade sig kunde uppstå. Senare fick han även huvudrollen i försvaret av Nordnorge under krigen mot svenskarna, kända som Nordiska krigen.

#### Klimatförändringar, krig, kristider och samisk invandring
Det var överlag svåra tider under hela 1600-talet med kallt klimat, dåliga skördar och dåligt fiske, även om det också förekom vissa uppgångar. Ahnen rapporterade om svåra förhållanden till kungen år 1658: ”den allmänna fattigdomen” i Nordlandene och ”det magra fisket”. Detta beskrevs åter i en supplikk (klagoskrift) till kungen år 1661, och dessa klagomål från ämbetsmännen fortsatte genom hela 1600-talet. Under detta århundrade var även lofotfisket generellt svagt, något som drabbade hela landsdelen hårt.
Nedgången i fisket kan beskrivas genom att det år 1631 och 1632 fanns omkring 100 jektar i Nordnorge för att transportera torrfisk från Lofoten till köpmännen i Bergen. I början av 1650-talet hade antalet sjunkit till 79. Ahnen beskrev situationen så här i ett brev: ”Vad gäller klagomålen över skatterna, så är det sant att skeppar- och styrmansskatten faller dem alla för tungt, och en del av jekterna är redan upphuggna, så att det i framtiden för vanligt folk kommer att bli tungt att få sin fisk [till Bergen] och det de har att byta till sig tillbaka.” Antalet jekter sjönk dock inte ytterligare under resten av århundradet.
Krigsåren kring 1650-talet medförde dock bördor för allmogen i form av ökade skatter. Detsamma gällde även för fjällsamerna, som pålades högre skatter av den svenska kronan (statens kassakista). Detta fick svenska samer att flytta över gränsen och in i Norge. Ahnen uttryckte oro över detta och mottog klagomål över att så många samer kom till landsdelen. I Enontekis i Torne lappmark i Sverige frågade fogden samerna varför så många flyttade därifrån. Svaret var att de förväntade sig ett bättre liv vid kusten i Norge. Senare, under 1660- och 1670-talen, kom ännu fler svenska samer till Norge – den här gången för att undgå tvångsarbete i en nyanlagd silvergruva i Kvikkjokk.

#### Utveckling av residenset på Bodøgård
Lokalhistorikern Knut Moe skriver i Bodin bygdebok att Ahnen omkring 1650 lät bygga en ny residens på Bodøgård. De tidigare två lensherrar som hade haft långvarig tjänst i norr bodde på Inndyr i Gildeskål, men Ahnen var alltså inställd på att bo på det ursprungliga residensgodset på Bodøgård. Terje Gudbrandson skriver dock i Gårds- og slektshistorie for kirkegrenda att Ahnen i stället var nöjd med att reparera de hus som redan fanns där. Detta var ett stort gårdskomplex, men på grund av dagsverken som allmogen var tvungen att utföra inkom klagomål till kungen. Allmogen menade att den stora byggnaden krävde för mycket underhåll. Residenset hade många rum och flera uthus. Det fanns även ett stall med plats för tolv hästar.
Ahnens jordbruk på Bodøgård blev så småningom mycket omfattande. Årligen gick det åt 25 tunnor utsäde, och i hans ladugård fanns det vid ett tillfälle 24 kor. Denna mängd utsäde var många gånger större än vad som var vanligt på gårdarna i norr. Han lät även bygga en kvarn på Bodøgård.
Närmaste granne till lensherrens residens var prästen Hans Lauritzen Blix (1596–1666). Både Ahnen och Blix var driftiga män som båda ville utöka jordbruket. Tidigare hade lensherregården avskilts från prästgården utan att man var särskilt noggrann med gränsdragningen mellan egendomarna. Blix hade utökat jordbruket i utmarksområdena som var gemensamma för de två gårdarna i stor omfattning. Detta ledde till att möjligheterna att utvidga verksamheten på Bodøgård blev mycket begränsade. En annan omständighet var att prästen hade agerat på sätt som provocerade lensherren. Under Blix’ långa tid som sockenpräst var det endast Ahnen som kunde erbjuda jämbördig motstånd.
Förhållandet mellan Ahnen och Blix blev så småningom så ansträngt att kungen utsåg lagmannen Manderup Pedersen Schønnebøl (1603–1682) och lensherren på Vardehus, Jørgen Friis, att fastställa gränserna. Ahnen påpekade att lensherregårdens jord stod svagare än prästgårdens när det gällde rättigheter i utmarkerna, trots att de två gårdarna hade samma skyld (årlig skatt). Dessutom stod prästens sjöbodar inne på lensherrens egendom. Utfallet av dessa oenigheter blev att Blix knappt behövde avstå från några av de rättigheter han hade gjort anspråk på. Ahnen å sin sida fortsatte att bedriva jordbruket på Bodøgård med framgång inom de gränser som fastställdes. Det fanns dock vissa stora nackdelar med att «[…] Samma Residensgård är mycket trängd och inklämd av närmaste grannens egendom, så att Residensens boskap och kor inte kan komma till fäboden utan att det måste drivas över lensherrens åker och äng till skada […]».
Förhållandet mellan Blix och Ahnen fortsatte att vara svårt även efter att gränserna hade fastställts. Bland annat anställde Ahnen en präst i Saltdalen utan att konsultera Blix. När denne dog tre år senare försökte Blix ingripa vid tillsättningen av en ny präst. Det visade sig att Blix och församlingen inte kunde enas om den nye prästen. Ahnen ingrep då och fick kungligt mandat att själv utfärda kallelsebrev till en efterträdare. Det ansträngda förhållandet mellan Ahnen och grannen Blix nämndes av diktarprästen Petter Dass (1647–1707) i några versrader i Nordlands trompet.
| ”                                      | Nu vill jag mig vända till Bodøens strand, Där ser jag en präst och en adlig man Som bor där som närmaste grannar. Den ene är högboren, den andre lärd, Så ser man hur Herrens och Gideons svärd Sig ofta med varandra blandar. Vår amtman, som bjuder i Konungens namn, Och prästen, som talar Jerusalems gagn, De båda bebor detta Gilgal. Emellan dem rinner en ensam bäck, Gud måtte dock ej deras kärlek tvätt’ väck, Gör dem i samdräkt stabila! När Moses och Aron står samman hos Gud, Då ges det befallningar, klara och ljud, Vår Herre välsigne dem båda. | „ |
| – Peter Dass, Nordlands trompet, Right | |   |

År 1666 dog prästen Blix. Blix hade en son som tjänstgjorde som kaplan åt sin far och som var säker på att han skulle få överta tjänsten efter honom. Sonen var skicklig som teolog och en naturlig arvtagare till pastoratet. Ahnen ville dock annorlunda – redan i mars 1666 hade han fått ett kungligt brev som gav honom kallsrätten till pastoratet. Därmed kunde Ahnen se till att få insatt prästen Brede Claussøn Stabel (1632–1676), som var gift med dottern till Ahnens godsförvaltare. Historikern Terje Gudbrandson menar att motivet bakom detta var hämnd för att Blix bokstavligen hade blockerat vägen för lensherrens jordbruk under flera år. Hämnden närdes inte bara av de konkreta omständigheterna, utan också av att prästen, med sin rikedom och ställning, hade utmanat lensherrens auktoritet i bygdens ögon under tjugo års tid. Trots allt var det lensherren som stod näst efter kungen i rang – inte prästen.

#### Iordningställande av kyrkor
Inkomstunderlaget för prästerna och kyrkan försvagades under kristiderna under 1600-talet. Under 1640-talet blev de låga inkomsterna från tiondet (1/10-skatt på all inkomst) och försummade tjänster så omfattande att klagomålen nådde fram till kungen. Samtidigt försummades även underhållet av kyrkorna. En annan faktor var de förändrade klimatförhållandena med regniga somrar, vilket gjorde att kyrkorna ruttnade och tog skada. Dessutom var kyrkornas inventarier slitna och i dåligt skick. Ahnen tog dessa problem på allvar när han blev lensherre. Från och med 1645 började därför kyrkornas räkenskaper föras in i lensherrens räkenskaper.
År 1671 bekostade han utgifterna för byggandet av en kyrka i Skrova med 1300 riksdaler.
I Saltdalen fanns det ingen kyrka, vilket innebar att bygdens folk var tvungna att resa ut på Skjerstadfjorden till Skjerstad kyrka. I en artikel i Budstikken från 1824 nämns att folket i Saltdalen belönades för sitt deltagande i ett militärt fälttåg in i Sverige (Nasa silvergruva), med en egen kyrka. Denna byggdes år 1660.

#### Postgång i Nordnorge
Den 20 mars 1663 fick Ahnen genom kunglig förordning ansvar för att organisera postgången hela vägen från Trøndelag till Finnmark. Postförare skulle ha ansvar för att föra posten på de olika sträckorna längs kusten. Det användes vanliga nordlands- och bindalsbåtar. Postförarna var själva ansvariga för att hålla med båtar och utrustning, och under resan förutsattes allmogen stå för deras mat och husrum. På detta sätt skulle kronan undvika kostnader för postgången. I många år skedde postföringen endast två till tre gånger per år – först år 1777 utökades postgången till var sjätte vecka.

#### Övergång till amtman
När kung Fredrik III genomförde en statskupp och blev enväldig monark år 1660, genomfördes en övergång från lensherrar till amtmän. Ahnen blev därmed den första amtmannen i Nordlandene. Vissa nya administrativa förändringar infördes, såsom att statens tjänstemän fick mer specialiserade tjänster och att de underställdes striktare kontroll. Trots detta hade de fortfarande möjlighet till självsvåldigt agerande, och kungens vilja att styra ämbetsmännen var inte särskilt stark.
Systemet där lensherren själv ordnade sina inkomster fortsatte vid övergången till amtmän, något som för övrigt gällde alla ämbetsmän. Som amtman fick Ahnen 500 riksdaler i årlig fast lön, resten av inkomsterna fick han själv skaffa. Detta gav också gott om möjligheter i tjänsten. Generellt var ämbetet som amtman attraktivt på grund av sin status och möjligheten till avancemang. En annan ordning var att amtmännen själva – liksom lensherrarna tidigare – bidrog till att finansiera de offentliga uppgifterna. Detta gällde även andra ämbetsmän; systemet var sådant att kronan var beroende av att statens tjänstemän själva kunde finansiera de uppgifter de blivit ålagda. Det fanns därmed ingen tydlig gräns mellan deras privata näringsinkomster och offentliga ersättningar, såsom lön eller privilegier. Det fanns dock gränser som ämbetsmännen skulle hålla sig inom, men dessa var ständigt föremål för diskussion och förhandlingar.
När Ahnen lämnade Nordlandene hade han varit högsta lokala myndighet i över 20 år. Den nye amtmannen blev Knud Ovessøn Gjedde (död omkring 1708), som vistades i norr i 17 år innan en ny tog över år 1686. Efter honom kom amtmän som återupptog seden från 1500-talet då lensherrar styrde utan att själva vara bofasta i landsdelen. Amtmännen vistades därför bara tillfälligt på Bodøgård, ända fram till 1770 då amtmännen åter började residera i norr. Men husen på Bodøgård var då så förfallna att amtmannen Ove Sørensen Schjelderup (1674–1756), som var amtman från 1704, delvis bodde i Trøndelag och på Inndyr i Gildeskål.

### Lensherre för Bratsberg len
Under åren 1669–1675 var Ahnen amtman i Bratsberg. Han fick denna tjänst vid 63 års ålder, men arbetade då inte längre med samma intensitet som han hade gjort i Nordnorge. Det var också naturligt att han önskade sig dit, eftersom han redan tidigare ägde mycket jordegods i Vestfold, Buskerud och Bratsberg. Även här fick han en fast lön på 500 riksdaler per år.
Ahnen var under sin tid i Bratsberg ofta frånvarande. Enligt tidens sed hade han en fullmäktig som tog hand om de dagliga administrativa sysslorna.

### Ahnens krigsinsats under Karl Gustav-krigen

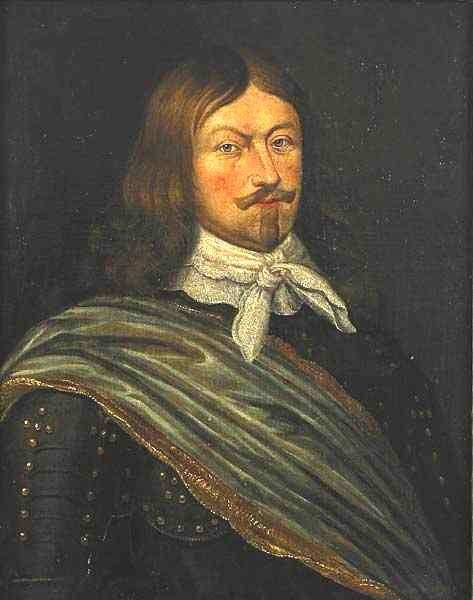
Den svenske fältmarskalken Lennart Torstenson var svenskarnas ledare under Torstensonska kriget, konflikten har därför också fått namnet Torstenssonkriget.

I Ahnens tidiga karriär deltog han i kriget mot Sverige under åren 1643–1645, känt som Torstensonska kriget. Resultatet av detta krig var att Danmark-Norge år 1645 tvingades avstå Jämtland och Härjedalen till Sverige. Kungen ville återta detta förlorade territorium. Nästa krig kom senare än förväntat. Först år 1657 inleddes revanschkriget, men den här gången blev förlusten ännu större eftersom svenskarna lyckades erövra Trøndelag. Norge blev därmed delat i två delar, tills landsdelen återerövrades – dock utan att de andra förlusterna från Hannibalfejden återvanns vid freden 1660. Krigen hade gett staten allvarliga finansiella problem, vilket blev ett tillfälle för Fredrik III att genomföra en statskupp samma år. Från och med då var kungen i Danmark-Norge enväldig.

#### Förberedelser för krig i Nordnorge
Inför Karl X Gustavs andra danska krig under åren 1657–1660, som var en del av en större konflikt känd som Nordiska krigen, blev Ahnen den 9 mars 1657 utnämnd till generalkommissarie (militär överbefälhavare) för det nordenfjellska området, först tillsammans med Norges kansler Ove Bjelke (1611–1674) och senare tillsammans med officeren Jørgen Bjelke (1621–1696). I detta sammanhang övervägde Ahnen möjligheten för ett norskt anfall från Nordland mot Sverige. Sommaren 1657 sattes Helgelands, Saltens och Senjens kompani upp, krigsfartyg sattes i beredskap och Ahnen organiserade gränsvakt mot Sverige.
Militärväsendet i Nordnorge hade omorganiserats efter freden år 1645, vilket innebar att den landbaserade militära organisationen avvecklades. En orsak till detta var nackdelen för jektfarten – om många män togs ut som soldater, kunde de inte delta i den viktiga transporten av varor till och från landsdelen. Detta var för övrigt något som skilde Nordlandene från resten av landet. Ett förslag från ståthållaren Hannibal Sehested (1609–1666) från år 1647 gick ut på att det i Nordland skulle finnas en relativt omfattande militär organisation bestående av en major, fem kaptener, sex löjtnanter, tolv sergeanter, tjugofyra korpraler, sex trumslagare, samt ytterligare några enskilda poster. Detta skulle årligen finansieras med 8030 riksdaler. Det blev dock inte av, men det är känt att Ahnen fick besked från kungen år 1653 om att anställa en kapten vid namn Jacob Sinclair och att ”befordra honom till ett landkompani eller också till att exercera landsfolket och allmogen”. Det blev dock återigen nödvändigt att mönstra män till militärtjänst i samband med krigsförberedelserna år 1657. Ett krav var att detta inte fick påverka handeln negativt. Land- och sjöförsvar organiserades, och vakttjänst hölls vid vardena i händelse av krig. Ahnen fick dessutom ansvar för att rekrytera 500 båtsmän.
Man vet inte vad kompanierna faktiskt gjorde under den tid de var uppsatta, men i ett brev som den svenske landshövdingen skrev till Stockholm stod det att norska vakter hade observerats i fjällen i november 1657. Dessutom hade norska spanare setts på svenskt territorium. Det finns också ett brev från prästen i Lycksele om norska soldater vid kölen, alltså gränsfjällen, som hade uppträtt ohyfsat mot svenska samer. Den svenska motreaktionen blev att snabbt sätta upp gränsvakter mot Norge. Svenskarna fruktade vid den tiden att så snart snön föll, skulle norska soldater ta sig in i landet på skidor och med renar. I slutet av januari 1658 hade dessutom några samer sett en norsk avdelning snabbt bege sig in i Pite lappmark med ”flygande fanor”.

#### Svenskarna erövrar Trøndelag och norrmännen förbereder motoffensiv

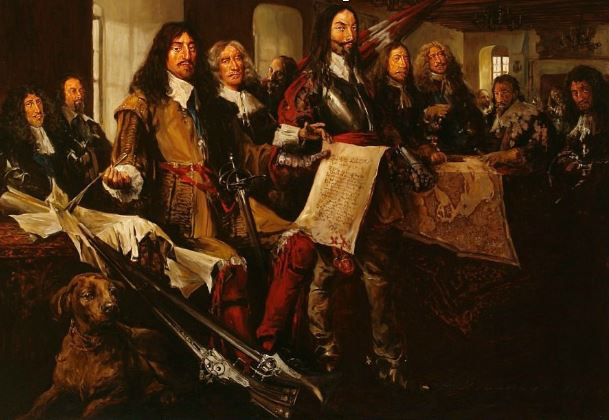
Kung Fredrik III undertecknar krigsförklaringen mot Sverige år 1657.

År 1657 befann sig Ahnen i Köpenhamn för att delta i diskussioner om krigsförberedelser och ett möjligt angrepp mot Sverige från Nordnorge. Det verkar inte som om Ahnen själv var särskilt intresserad av ett angrepp mot Sverige, särskilt inte mot Nasa silververk, så detta initiativ kom sannolikt från de centrala myndigheterna i Köpenhamn. Ahnen påpekade att det endast fanns farbar väg mellan Helgeland och Salten över till Sverige under vintern, samt under sommaren när älvarna var som lägst. En annan svårighet var att det tog tre dagar att resa till Nasa silververk, och att området var så kargt att det inte fanns bete för hästar. Han beskrev vidare att ett ”rajd” mot Sverige enbart skulle ha till syfte att förstöra silververket, men att vidare inträngning i Sverige vore olämplig på grund av de stora svenska ödemarkerna i norr. Om silververket förstördes menade Ahnen att svenskarna skulle svara med hämndaktioner och plundringståg mot norska områden. Därför skulle man efter ett sådant angrepp behöva upprätta beväpnad gränsvakt mot Sverige.
Den 11 maj 1657 skickades ett kungligt brev till Ahnen från kung Fredrik III där det stod: «[…] så snart du förnimmer, att det kommer till brytning mellan oss och Sveriges konung, ska du enligt ditt underdånigaste förslag utföra den avledningsmanöver som är dig möjlig – antingen att förstöra hans silverbergverk och den där nygrundade staden, eller på annat sätt.» 
På sin hemresa från Danmark i maj reste Ahnen via Christiania och Trondhjem. Först ville han förhandla med ståthållaren Niels Trolle (1599–1667) om kanoner, därefter behövde han rådgöra med räntmästaren Peder Vibe (även stavat Wibe) (cirka 1596–1658) och officeren Jørgen Bjelke (1621–1696) i Trondhjem. Dessutom var han tvungen att skaffa både officerare, vapen och utrustning innan han reste vidare norrut.
Soldaterna var otränade och hade dålig utrustning – det saknades officerare, vapen och ammunition. Ahnen var tvungen att skaffa den nödvändiga utrustningen genom att ta lån från finansmannen Joachim Irgens (1611–1675). Därmed lyckades Ahnen sätta upp tre kompanier på omkring 100 man vardera från fogderierna i Helgeland, Salten och Senja. Innan dessa hann skickas ut i strid slöts dock fred våren 1658 – men då hade svenskarna redan erövrat Trøndelag. Efter freden i Roskilde, som innebar att Trøndelag överlämnades till svenskarna, skickades de nordnorska soldaterna hem. Detta skedde i slutet av april 1658.
Ahnen och den tidigare lensherren i Trøndelag, Peder Vibe, kallades till Trøndelag sommaren 1658 för att fastställa de nya gränserna mellan de nya svenska landområdena och de norska distrikten runt omkring. Särskilt rådde det oenighet om huruvida Bindalen tillhörde distriktet Helgeland eller Namdalen. Man kom fram till vilka gårdar som skulle tillhöra Helgeland och vilka som skulle bli en del av Sverige.

#### Återerövringen av Trøndelag – Bjelkefejden
Freden blev kortvarig, och i augusti 1658 bröt kriget ut på nytt – känt som Bjelkefejden – och Ahnen ville delta i återerövringen av Trøndelag. Den svenska kungens ambition var fortsatt expansion, med målet att även Nordnorge skulle bli en del av Sverige. Därför inledde svenskarna krig i augusti 1658. De tre nordnorska kompanierna mobiliserades därför på nytt, nu med omkring 120 man i varje kompani. På grund av svenskarnas erövringar i Trøndelag var motivationen hos bondsoldaterna denna gång högre än vid tidigare konflikter. Därför deltog omkring 300 bondsoldater från Nordlandene i striderna i Trøndelag. Två tredjedelar av soldaterna var beväpnade med gevär, de övriga hade hillebarder. Varje soldat var utrustad med vapenrock, hatt, skor, ett par strumpor, ett par vantar och skjorta. Dessutom medförde varje kompani fana och trumslagare.
Bjelke, som ledde offensiven, hade skickat delar av Det opländska regementet, Det akershusiska regementet samt ett dragonkompani från Trøndelag. Alla dessa leddes av överste Georg Reichwein (1596–1667). Därtill kom Det bergenhusiska regementet, lett av officeren Reinhold von Hoven (död 1682), några tröndelagssoldater samt Ahnens nordlandska kompanier som anlände sjövägen.
Ahnen och hans nordländska soldater ska ha gjort en betydande insats under återerövringen av Trondheims län. Bland annat var det Ahnen och von Hoven som den 22 oktober skickade en skriftlig uppmaning till svenskarnas guvernör Claes Nilsson Stiernsköld (1617–1676) om kapitulation. Någon slutgiltig kapitulation kom dock först den 11 december 1658. I samband med förhandlingarna om kapitulationen var Ahnen och Jakob Due i Trondhjem som gisslan för att säkerställa att de svenska förhandlarna behandlades väl.
Ahnen deltog också i krigshandlingarna senare år 1659 då Jämtland återtogs.

#### Fortsatta krigsförberedelser i Nordlandene och fälttåget mot Nasa silververk

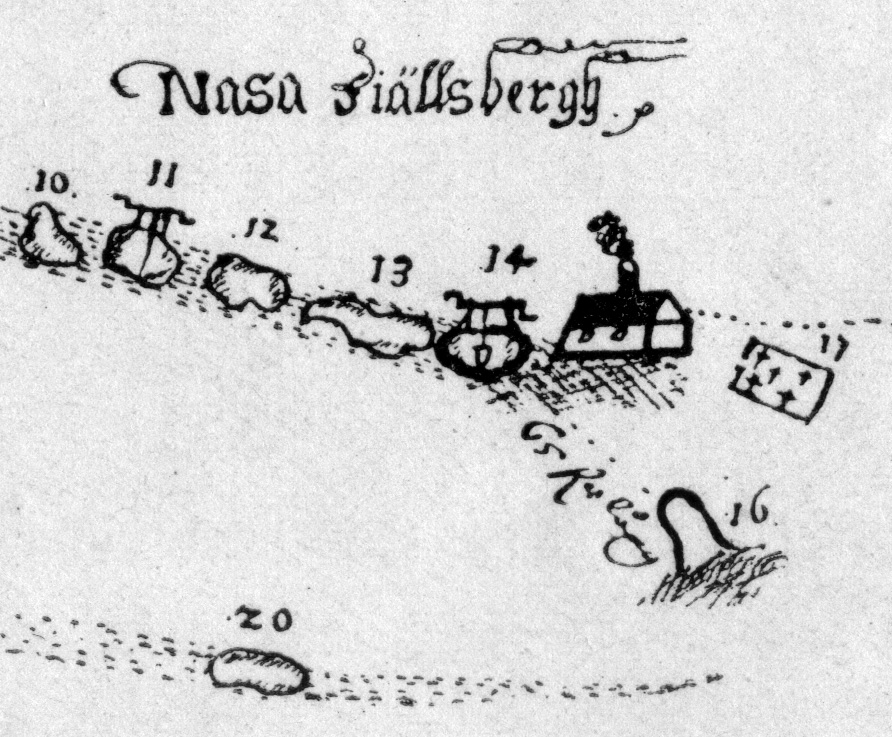
Detalj från en karta från 1646 som visar Nasafjällets silververk.
Tecknare: Hans Philip Lybecker

Fredsslutet mellan Danmark-Norge och Sverige var därefter osäkert under en tid. Ahnen såg å sin sida till att vara förberedd på ett möjligt svenskt angrepp mot Nordlandene. Han lät upprätta vaktposter vid fjällövergångarna och ute vid fjordarna. Vidare byggde han skansar utanför sin residens vid Bodøgård (Skansholmen), samt längst ned i Saltdalen mot Saltdalsfjorden (Skansen). Saltdalen förväntades vara en trolig plats för ett svenskt angrepp mot Nordland, på grund av silvergruvan i Nasa vid gränsområdet. En annan faktor var att Saltdalen lämpade sig som stödpunkt vid ett eventuellt norskt anfall.
I augusti 1659 anföll Ahnen Nasa med hälften av Saltens kompani. Det kom aldrig till strid, men silvergruvan och smälthyttan i Silbojokk förstördes medan arbetarna flydde. Expeditionen mötte alltså inget motstånd och hade därmed karaktären av ett plundringståg.
Tidigare har det hävdats att angreppet ägde rum på vintern (i februari 1658), och att det därmed var en militär bragd. Senare har dock historikern Arne Odd Johnsen (1909–1985) motbevisat detta genom att visa att angreppet ägde rum på sommaren år 1659.

#### Krigsförberedelser efter Ahnens tid som amtman i Nordlandene

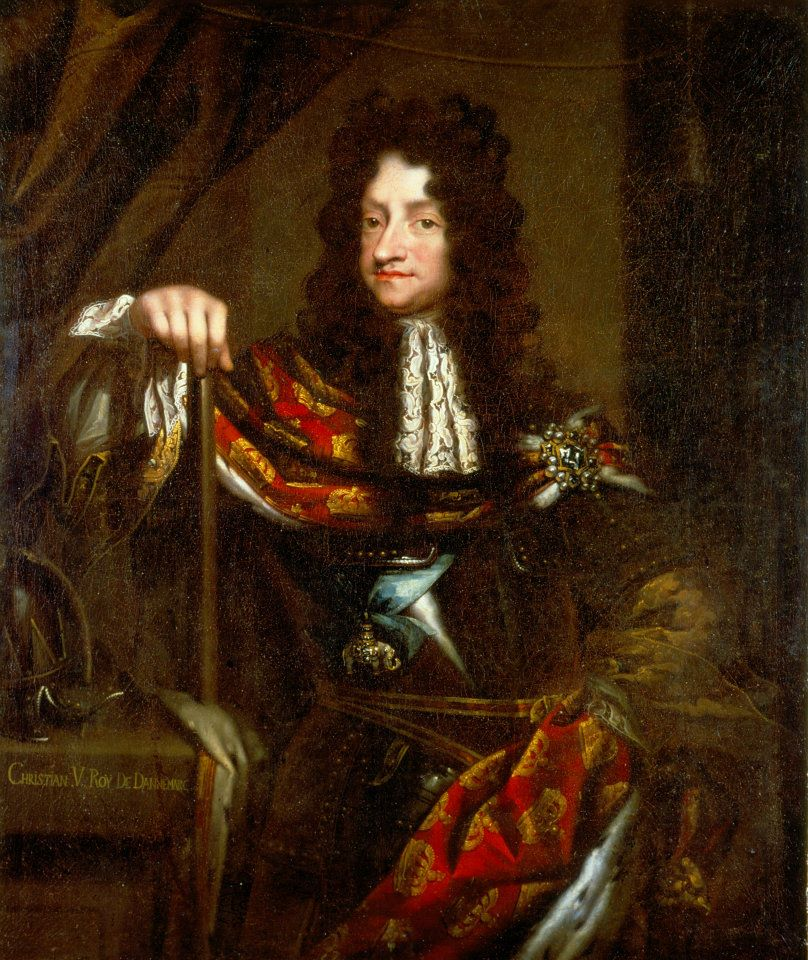
I slutet av Ahnens liv var det kung Kristian V som regerade och fortsatte krigen mellan Danmark-Norge och Sverige.
Konstnär: Jacques d’Agar

Samtidigt som Ahnen förstörde Nasa silververk pågick fredsförhandlingar mellan Europas stormakter. Ett fredsavtal slöts i maj 1660. Danmark-Norge hade dock inte återfått de landområden som förlorats under Hannibalfejderna, och därför ville kungen vara förberedd på ett gynnsamt tillfälle för nya erövringar. Den så kallade legdsordningen, där flera gårdar tillsammans skulle ansvara för att utrusta en soldat, upprätthölls. Präster och fogdar upprättade under 1665–1666 mantal för att kartlägga tillgången på soldater. Dessa skrevs ut till tjänst inom marinen eller armén, men kallades inte in till övning. För övrigt deltog Ahnen i de tidigare övervägandena kring hur armén i Nordland skulle organiseras.
Kriget hade gett den dansk-norska staten finansiella problem, vilket blev ett tillfälle för kung Fredrik III att genomföra en statskupp år 1660. Från och med då var kungen i Danmark-Norge enväldig. Övergången till envälde innebar en omstrukturering av statsförvaltningen, vilket i sin tur ledde till en försvagning av ämbetsmännens självständighet. Samtidigt innebar omstruktureringen en professionalisering av statsförvaltningen.
Efter Ahnens tid som amtman år 1672 angrep Frankrike Nederländerna och allierade sig samtidigt med Sverige. Kung Kristian V såg då en möjlighet till ny revansch, vilket ledde till att nya krigsförberedelser inleddes. Ett kompani på 200 man från Helgeland skickades till Trondhjem år 1675. Ytterligare 100 män skrevs ut till tjänst inom marinen. Det utbröt stridigheter våren 1676, och svenskarna anföll Trøndelag år 1677.
En fred mellan stormakterna slöts år 1679, men Kristian V, som då var kung, var inte nöjd med resultatet. Därefter följde 20 år av upprustning, samtidigt som ekonomisk kris rådde. År 1711, under stora nordiska kriget, skrevs hela 1000 nordlänningar ut till tjänst på örlogsfartyg.
Utöver det stora antalet unga män som skrevs ut ökades även skatterna avsevärt. Detta ledde till protester bland befolkningen i hela Norge. Efter krigsslutet år 1720 hade många – vissa menar de flesta från Nordland – dött till följd av sjukdomar ombord på örlogsskeppen. För många av dem som överlevde öppnades nya möjligheter utomlands; några slog sig därför ned i Köpenhamn, andra i Bergen och Trondhjem. Sverige var efter detta inte längre någon stormakt, vilket resulterade i fred mellan de skandinaviska länderna under flera decennier framöver.

### Egna näringsvägar
I ett brev som Ahnen skickade från Trondhjem den 19 juni 1654 till kanslern Christen Thomesen Sehested (1664–1736) tog han initiativ för att förbättra jordbruket i Nordlandene. En helgelänning vid namn Absalon Christopherssøn hade kommit med förslag om att inrätta ett spannmålsmagasin och förbättra jordbearbetningen i regionen. En förbättrad skörd skulle öka kronans inkomster genom större tionde i spannmål. Det mesta av spannmålstiondet kom från Helgeland: «[…] där har man nog tidigare förbisett sädesskötseln, som dock med föreskrift, uppmuntran och hjälp kan förbättras.” Ahnen skriver att i Salten, där han bor, ska han själv se till att ingenting försummas när det gäller åkerbruket – men som han också nämner kan mycket gå fel. Det viktiga var att åtgärder vidtogs för att motverka svåra år.
Ett tema för lokalhistoriker i Bodø är vem som först började med krämarrörelse och när. Ahnen kan redan på 1650-talet ha skaffat sig egendomar som gjorde honom till en nyckelperson när det gällde handel från Burøya, precis vid dagens Bodø hamn. Det är möjligt att Ahnen själv bedrev handel på Burøya, på samma sätt som en fogde drev en krämarbod längre in i Saltfjorden. Redan i mitten av 1660-talet började Ahnen trappa ner sin verksamhet, och år 1664 sålde han en bod på Burøya till borgaren Sjur Jonsson från Trondhjem. Detta anses vara den första säkra dokumentationen på handelsverksamhet i Bodøområdet.
Efter att Ahnen lämnat Nordlandene på 1670-talet hade han fortfarande intresse av att utveckla näringsvägar i norr. Särskilt försökte han sig på fiske och valfångst. Han inledde med bättre utnyttjande av torskleverrom, vilket han fick monopol på att exportera. Men varken valfångsten eller exporten av rom blev någon större framgång. Han försökte sig även på gruvdrift i norr, men inte heller detta lyckades.

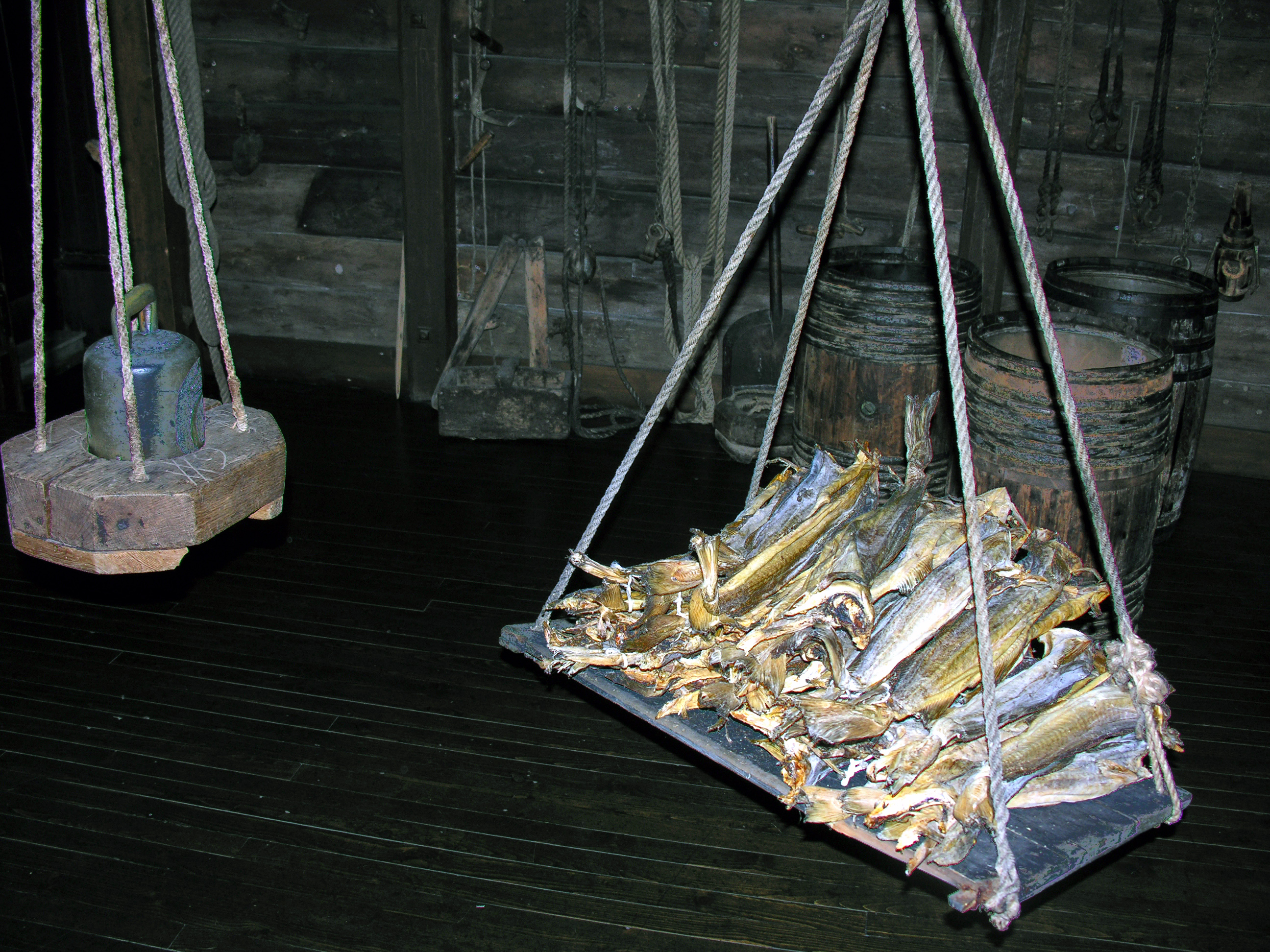
Torrfisk var slutprodukten av torsk från lofotfisket, en av de näringsvägar som Preben von Ahnen engagerade sig i med båtar och manskap.

Enligt historikern Tor Weidling (1957– ) var det få adelsmän på 1600-talet som engagerade sig i fiske eller produktion av torrfisk. Ahnen verkar dock ha varit ett undantag i detta avseende, och han var även intresserad av att själv närvara under fisket. Han hade därför egna bostadshus för vistelser på Skrova och i Vågan. Dessutom noteras det i hans egen jordebok från 1661 att han hade olika hus för sina män när de var ute på fiske. Detta inkluderade en bod i Tørrfjorden, bodar och ett sjöhus i Vågan, ett ”skjul” i Henningsvær, två rorbuer i Moskenes, samt ett båthus och två små hus i Sigerfjord. Huset i Sigerfjord användes vid sillfiske.
Ahnen måste också ha satsat på skeppsbyggnad. Skriftliga källor uppger att han år 1643 hade ett så kallat defensionsskepp på 120 läster, samt att han även hade åtta andra skepp under byggnation. Dessa var fartyg som kunde ställas till kungens förfogande. Även här var Ahnens verksamhet större än bland andra adelsmän, eftersom det inte är känt att någon annan adlig lät bygga mer än ett skepp under denna tid. Både Ahnen och två andra kända adliga skeppsägare från denna tid byggde sina fartyg i förhoppning om tullfrihet och privilegier.
Han var också intresserad av gruvdrift och järnverk. År 1657 grundade han Ulefos Jernverk tillsammans med sin svåger Ove Gjedde. Under en tid var han även ägare till Fossum järnverk i Gjerpen. Ahnen sålde Fossum järnverk till Peter Børting (1626–1702) år 1669, samma år som han flyttade från Bodøgård till Bratsberg. Ahnen gynnades av att kronan hade behov av järn, vilket innebar att han hade god avsättning för produktionen vid de järnverk han ägde. Detta var till stor del tack vare de krig som pågick under mitten av 1600-talet.
Weidling har i sin doktorsavhandling om adelns ekonomi under 1500- och 1600-talen påpekat att Ahnen och hans svåger Ove Gjedde var bland de få adelsmän på denna tid som engagerade sig i många olika näringsverksamheter. En faktor som spelade in var de möjligheter som fanns i de distrikt de blivit satta att leda. En annan motivation som Weidling nämner för adelsmän i ämbetsställningar var att framgång och rikedom inom näringsverksamhet kunde ge ett bättre utgångsläge för att senare erhålla höga poster.

### Uppköp av jordegendom
Även om ämbetsmännen förlorade något av sin tidigare självständighet, behöll de sin maktbas som jordägare efter övergången från län till amt. Krigen under mitten av 1600-talet hade Danmark-Norge delvis finansierat genom lån från ämbets- och finansmannen Joachim Irgens (1611–1675). När dessa lån skulle återbetalas sålde staten kronojord i Nordnorge – sannolikt omfattade försäljningen mer än hälften av jorden i dagens Nordland och Troms. Bland köparna var ämbetsmännen i hög grad representerade. Till sätesgårdarna hörde rättigheter som förvaltades av fogdarna. Vid jordförsäljningen försvann dessa, vilket ledde till en försvagning av den offentliga förvaltningen. På detta sätt stärkte ämbetsmännen sin privata ställning ytterligare och blev än mer en maktelit i Nordnorge.
Ahnen började ganska snart köpa upp egendomar i det distrikt han hade blivit satt att administrera. En stor del av jordegendomarna han förvärvade låg på Helgeland, där Dønnes huvudgård var den största.
Efter en rad uppköp av jordegendom blev Ahnen en av de största jordägarna i Norge. Redan år 1651 köpte han Dønnesgodset på Helgeland, men han fortsatte att bo på lensherrens residens på Bodøgård. Strax innan han dog sålde han det mesta av sitt jordegods i Nordlandene till tullkommissarie Peder Christophersen Tønder (1641–1694). Detta bestod då av omkring 130 gårdar.
Han köpte även upp ett flertal jordegendomar i området kring sin residens på Bodøgård. Utöver detta köpte han också omkring 100 gårdar i Vestfold, detta redan medan han fortfarande var lensherre i Nordlandene. Men redan under 1650-talet började han sälja och pantsätta flera av dessa bruk.
Omkring 1660 hade Ahnen fått äganderätt till fem sätesgårdar, varav tre låg i Nordlandene. Det säger något om storleken på Ahnens gårdsbruk i norr att de tillsammans förbrukade 40,7 tunnor utsäde årligen, vilket motsvarar i genomsnitt 13,5 tunnor per gård. Genomsnittet för gårdar i Nordlandene vid den tiden låg på 1,23 tunnor årligen. Det var i övrigt vanligt att ämbetsmän under denna tid ägde flera sätesgårdar.
Genom sitt andra äktenskap och arv hade han fått godsen Kaupanger Hovedgård och Stedje i Sogn i sin ägo. Senare övertogs dessa egendomar av sonen, stiftsamtman Iver von Ahnen, och genom giftermål kom även Losnagodset att ingå i sonens jordegendom. Dessa tre gårdar såldes år 1710 till lagmannen Nils Knag, som senare adlades och antog namnet Knagenhjelm. Det var för övrigt mycket vanligt under 1600-talet att adliga ämbetsmannafamiljer hade täta släktband sinsemellan genom giftermål. Ahnen representerar de många utländska adliga släkter – varav de flesta var danska – som under 1600-talet helt tog över styrningen i Norge, efter att de gamla norska adelssläkterna från medeltiden förlorat sitt inflytande under 1500-talet.
Ahnen hade även stora jordegendomar i närheten av Bratsbergs amt, där han bland annat ägde sätesgårdarna Fossnes, Herre-Skjelbred i Tønsbergs amt samt Eid i Sandsvær.
Ahnens son dog barnlös, vilket innebar att de jordegendomar han hade samlat inte förblev samlade efter hans död.

## Eftermäle
I Bodø finns ett fjäll som kallas Junkerfjell, och namnet sägs härstamma från den tid då Preben von Ahnen fick sin länsherreresidens uppmätt och registrerad.
I Rognan i Saltdal, där Saltelva rinner ut i Saltdalsfjorden, finns ett område som heter Skansen. Enligt en gammal sägen ska Ahnen ha slagit läger där under fälttåget mot Nasa. Han sägs enligt sägnet ha legat i läger där i ett halvt år, och dessutom ska han inte ha varit någon norsk man. I Saltdal finns även en väg som heter Preben von Ahnens veg.
Ett annat minne från fälttåget ska vara namnet på dalen de passerade genom, nämligen Junkerdalen. Ett annat gammalt minne av fälttåget är att Ahnen gav folket i Saltdalen tillåtelse att bygga en kyrka i dalen som tack för deras insats. Denna sägen skrevs ned av prästen Søren Christian Sommerfelt på 1820-talet.